# Mercúrio-P
O mercúrio-P (em russo:  Меркурий-П) é uma sonda espacial russa proposta para aterrissar em Mercúrio. Mercúrio-P, onde o P aparentemente refere-se para a palavra russa "posadka"- desembarque. O estudo inicial foi planejado para 2019, entretanto, devido à queda da nave Phobos-Grunt, o período de implementação foi significativamente adiado para o final dos anos 2020.
Mercúrio-P deverá ser o primeiro "lander" em Mercúrio. Um cenário de voo proposto para a missão inclui uma passagem por Vênus, a inserção da espaçonave na órbita de Mercúrio e a entrega do "lander" à sua superfície. O Instituto de Pesquisa Espacial estudou a possibilidade de "reciclar" o hardware desenvolvida para a Phobos-Grunt, Mars-NET, Mars-96 e Solar Sail, com atualizações destas estruturas propostas.